# Province ecclésiastique de Nouméa
La province ecclésiastique de Nouméa est une des cinq provinces ecclésiastiques de l'Église catholique romaine dans le Pacifique. Elle existe depuis 1966. Elle appartient à la conférence épiscopale du Pacifique.
Au terme du redécoupage des provinces ecclésiastiques, elle regroupe les diocèses suivants :
- Archidiocèse de Nouméa (archevêché métropolitain) : Susitino Sionepoe (depuis 2025).
- Diocèse des Îles Wallis et Futuna : vacant (depuis 2025).
- Diocèse de Port-Vila : John Bosco Baremes (depuis 2009).